# پیرویل، کبک
پیرویل (به فرانسوی: Pierreville) شهری در منطقه شهری نیکوله-یاماسکا ناحیه سانتر-دو-کبک در استان کبک کانادا است. در سرشماری سال ۲۰۱۱ این شهر ۲٬۱۷۶ نفر جمعیت داشته‌است و مساحت آن ۱۲۴٫۹۰ کیلومتر مربع است.